# Rosianivka, Rozdilna
Rosianivka (în ucraineană Росіянівка) este un sat în comuna Zaharivka din raionul Rozdilna, regiunea Odesa, Ucraina.

## Demografie
Componența lingvistică a comunei Rosianivka
     Ucraineană (94,51%)
     Română (3,02%)
     Rusă (1,92%)
     Alte limbi (0,41%)
Conform recensământului din 2001, majoritatea populației comunei Rosianivka era vorbitoare de ucraineană (94,51%), existând în minoritate și vorbitori de română (3,02%) și rusă (1,92%).